# Manheimer Berlin AG

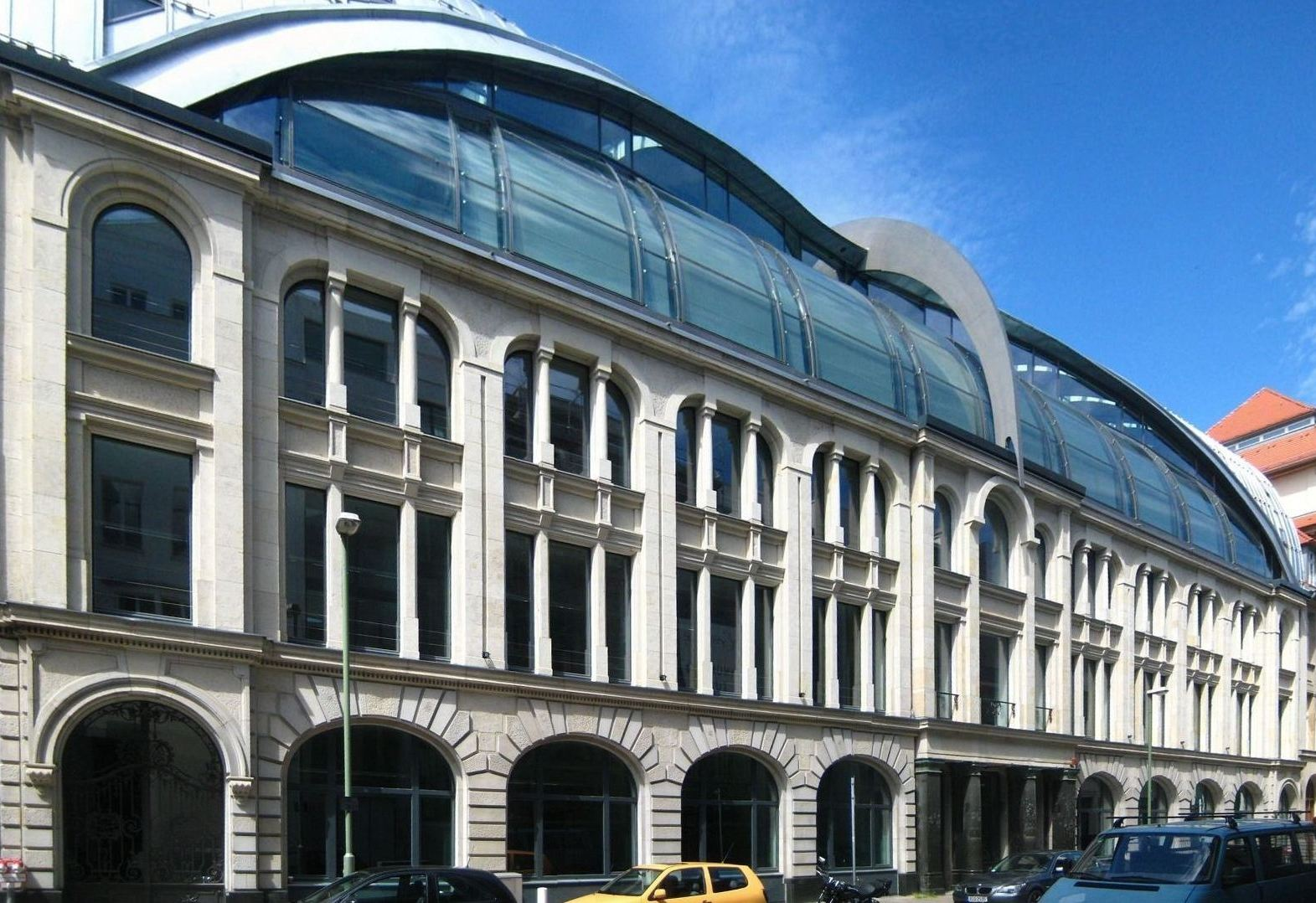
Tienda de ropa Valentin Mannheimer, Berlin

Manheimer Berlin AG es una casa de moda alemana fundada en 1839. Junto con otras marcas, estuvo en Alemania en la década de 1920 en su apogeo hasta su declive en 1929. La compañía fue reabierta en Berlín en diciembre de 2018 en presencia del tataranieto del fundador Valentin Manheimer, Andreas Valentin.

## Historia

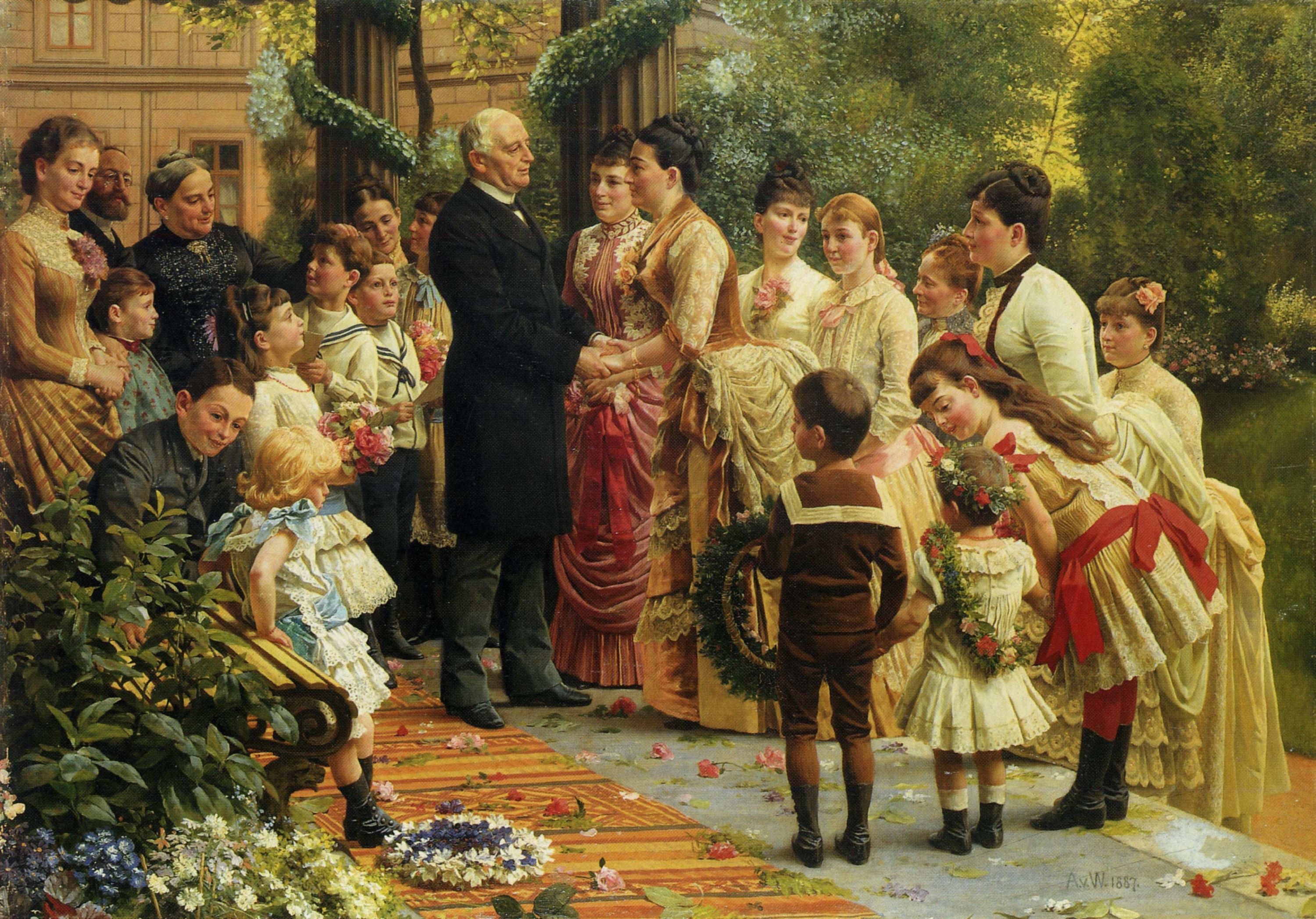
El septuagésimo cumpleaños del Consejo de Comercio Valentin Manheimer, pintura de Anton von Werner, 1887.

La industria de la confección de Berlín se remonta al siglo XIX. En 1839, el empresario judío alemán Valentin Manheimer fundó una de las primeras empresas de moda de la ciudad. En aquel entonces, Valentin Manheimer, Hermann Gerson y otros empresarios judíos fueron las primeras compañías en ofrecer ropa de mujer en Berlín. Utilizó la red de sastres y costureras tradicionales de la ciudad para comenzar a producir ropa de talla estándar, y se hizo famoso por su abrigo de Berlín.
Después de que Hitler se hizo con el poder en 1933, las autoridades nazis cerraron las tiendas de ropa judías en Berlín, la mayoría en Hausvogteiplatz y sus alrededores.